# Tri(tert-butoksy)silanotiol
Tri(tert-butoksy)silanotiol, (But
O)
3SiSH – organiczny związek chemiczny krzemu o dużej zawadzie sterycznej, zawierający ugrupowanie krzemotiolowe −SiSH. Jest to bezbarwna ciecz o nieprzyjemnym zapachu (jednak nie tak silnym jak dla większości tioli). Został otrzymany po raz pierwszy w 1962 roku. Jest jedynym znanym silanotiolem nieulegającym w warunkach wodnych szybkiej hydrolizie do silanolu R
3SiOH i H
2S. Wykazuje właściwości kwasowe i z zasadami tworzy sole – tri(tert-butoksy)silanotiolany. Jego sole z aminami pierwszorzędowych krystalizują jako tetramery powiązane wiązaniami wodorowymi o unikalnej strukturze kubanu (związki te na powietrzu w temperaturze pokojowej ulegają rozkładowi w ciągu kilku godzin, dlatego praca z nimi wymaga obniżenia temperatury do ok. −70 °C).
Z metalami bloku d (np. ze złotem oraz manganem) tworzy S- lub S,O-donorowe połączenia kompleksowe.